# Голосіївський район
Голосі́ївський райо́н — найбільший, за площею, район міста Києва (15,62 тис. гектарів). Утворений у жовтні 2001 року внаслідок адміністративно-територіальної реформи на базі Московського району (створеного у 1921 році).

## Географічне положення

Голосіївська райдержадміністрація

Розташований у південно-західній частині міста Києва, межує з Шевченківським, Солом'янським, Печерським і Дарницьким (по акваторії Дніпра) районами міста, Обухівським, Бориспільським, Фастівським і Бучанським районами Київської області.
Територія району починається майже від Хрещатику і тягнеться до південних і західних кордонів Києва. Таким чином, район є південними та південно-західними воротами Києва. Складається з таких історичних місцевостей: Паньківщина, Нова забудова, Передславине, Ямки, Саперна слобідка, Байкова гора, Забайків'я, Деміївка, Ширма, Цимбалів яр, Добрий шлях, Голосіїв, Теремки, Феофанія, Лиса гора, Багринова гора, Мишоловка, Самбурки, Китаїв, Пирогів, Церковщина, Нижня Теличка, Корчувате, Віта, Острів Водників.

### Межі району
Від Кільцевої дороги по північно-західній межі гаража в районі вулиці Дмитра Луценка; вулиця Докії Гуменної, вулиця Григорія Гуляницького; провулок Павла Лі; межа забудови селища Жуляни; вулиця Михайла Максимовича; західна межа будівництва території механічного заводу; межа території автобази № 1; Холодноярська вулиця; вулиця Володимира Брожка; межа Байкового кладовища (включно); по залізниці до Байкової вулиці; Байкова вулиця; по р. Либідь; до вулиці Лілії Лобанової; північно-східна межа залізниці; по вулиці Гетьмана Павла Скоропадського; по Великій Васильківській вулиці, Либідська площа, бульвар Миколи Міхновського, залізниця, фарватер р. Дніпро, межа м. Києва до Кільцевої дороги.

## Історія
Місцевість Голосіїв, що розташована між Добрим Шляхом, Деміївкою, Теремками, Феофанією і Мишоловкою, охоплюючи Голосіївський ліс-заповідник і частину забудови вздовж Голосіївського проспекту і Васильківської вулиці, згадується в 1541 році як володіння Києво-Печерської лаври, в 1617 році як Голосіївський хутір. Походження назви невідоме. В 1-й половині XVII сторіччя київський митрополит Петро Могила заснував тут монастир серед великого масиву лісу, який також належав до Лаври, і тому ця територія тривалий час залишалася порівняно малозабудованою. Голосіїв став дачною місцевістю церковної знаті.
Забудова території Голосіївського району почалася в 30-х роках XIX століття. Маленькі хати, розташовані вздовж Васильківського шляху (нині Велика Васильківська вулиця) і біля річки Либідь, утворили частину міста, яку називали Нова Забудова. На території, що прилягає до кондитерської фабрики «Рошен», в той час лежало село Деміївка, яке лише на початку ХХ століття злилося з містом.
У другій половині XIX століття і особливо в останнє 10-річчя почалося інтенсивне заселення цього району, чому сприяли розширення зв'язків з півднем через Великий Васильківський шлях, який проходив Деміївкою, близько прокладена залізниця Київ — Курськ — Москва та будівництво заводів і фабрик.
В часи громадянської війни та національно-визвольних змагань 1917-1921 років значна частина насаджень, а особливо дубів, було вирубано та вивезено.
В 1930-х роках у Голосієві були розміщені сільськогосподарський і лісотехнічний інститути та сільськогосподарська академія.
Через Голосіїв проходила одна із ліній Київської оборони 1941 року.
До створеного у 1921 році, під час першого введення адміністративних районів, на базі Деміївки — однієї з робітничих околиць Києва — Деміївського району згодом було приєднано селища Голосіїв, Академічне, Мишоловка, Китаїв, Феофанія та інші. У 1970—80-ті роки, на південній околиці збудовано житлові масиви Теремки-І і Теремки-ІІ. Головна магістраль району у його центральній частині — Велика Васильківська вулиця. Важливими вулицями, які з'єднують різні мікрорайони, є Голосіївський проспект, вулиці Васильківська, Антоновича, проспект Науки.

## Очільники
- Голова районної державної адміністрації Садовой Сергій Миколайович (3 18.5.2018)

## Населення

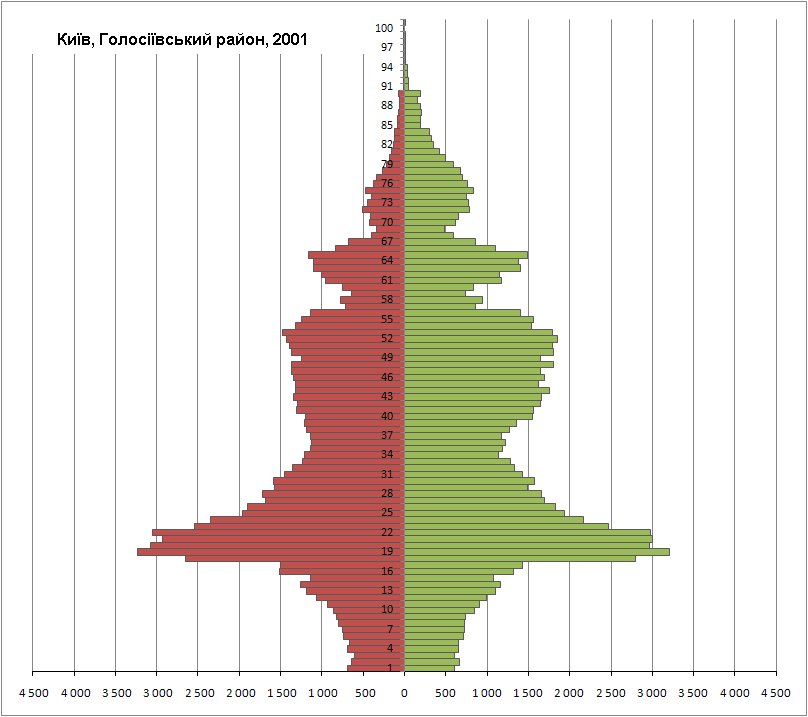
Статево-вікова піраміда населення Голосіївського району у 2001 р.

Чисельність населення району:
- 2001 — 202 993
- 2008 — 224 707
- 2009 — 228 146
- 2010 — 230 932
- 2011 — 233 157
- 2012 — 235 143
- 2013 — 239 340
- 2014 — 242 200
- 2015 — 244 200
- 2016 — 247 600
- 2017 — 250 925
- 2018 — 251 895
- 2019 — 253 283
- 2020 — 254 651[4]
- 2021 — 254 014

### Мовний склад
Рідна мова населення за даними перепису 2001 року:
| Мова       | Чисельність, осіб | Доля     |
| ---------- | ----------------- | -------- |
| Українська | 151 475           | 75,93 %  |
| Російська  | 44 232            | 22,17 %  |
| Інше       | 3 787             | 1,90 %   |
| Разом      | 199 494           | 100,00 % |

## Інфраструктура та визначні місця
Серед лісу чи поруч з ним, на території району розташований Національний Експоцентр України (колишня назва — Виставка досягнень народного господарства (ВДНГ) УРСР), Національний університет біоресурсів і природокористування України (колишня назва — Національний аграрний університет), Національний науковий центр "Інститут аграрної економіки" Української академії аграрних наук (УААН) (колишня назва — Український науково-дослідний інститут економіки і організації сільського господарства (УНДІЕОСГ) ім. О. Г. Шліхтера УРСР), Головна астрономічна обсерваторія НАН України, Музей народної архітектури та побуту України в с. Пирогові, Клінічна лікарня "Феофанія", Всеукраїнський центр радіохірургії, Інститут бджільництва ім. П. І. Прокоповича, Національний музей бджільництва України, палац-санаторій «Конча-Заспа».

## Зелена зона
Більша частина території району — зелена зона від Голосієва до Конча-Заспи і, зокрема, Голосіївський ліс, що об'єднує Феофанію, Голосіївський парк імені М. Рильського, площею 140,9 га, та власне ліс, площею близько 780 га. Флора лісу включає понад 250 видів дерев і кущів. На східній околиці лісу знаходиться літературно-меморіальний музей Максима Рильського. У 2007 році тут було створено Національний природний парк «Голосіївський».

## Цікаві факти
- У районі існують Голосіївські вулиця, площа, провулок, проспект і однойменна станція метрополітену.

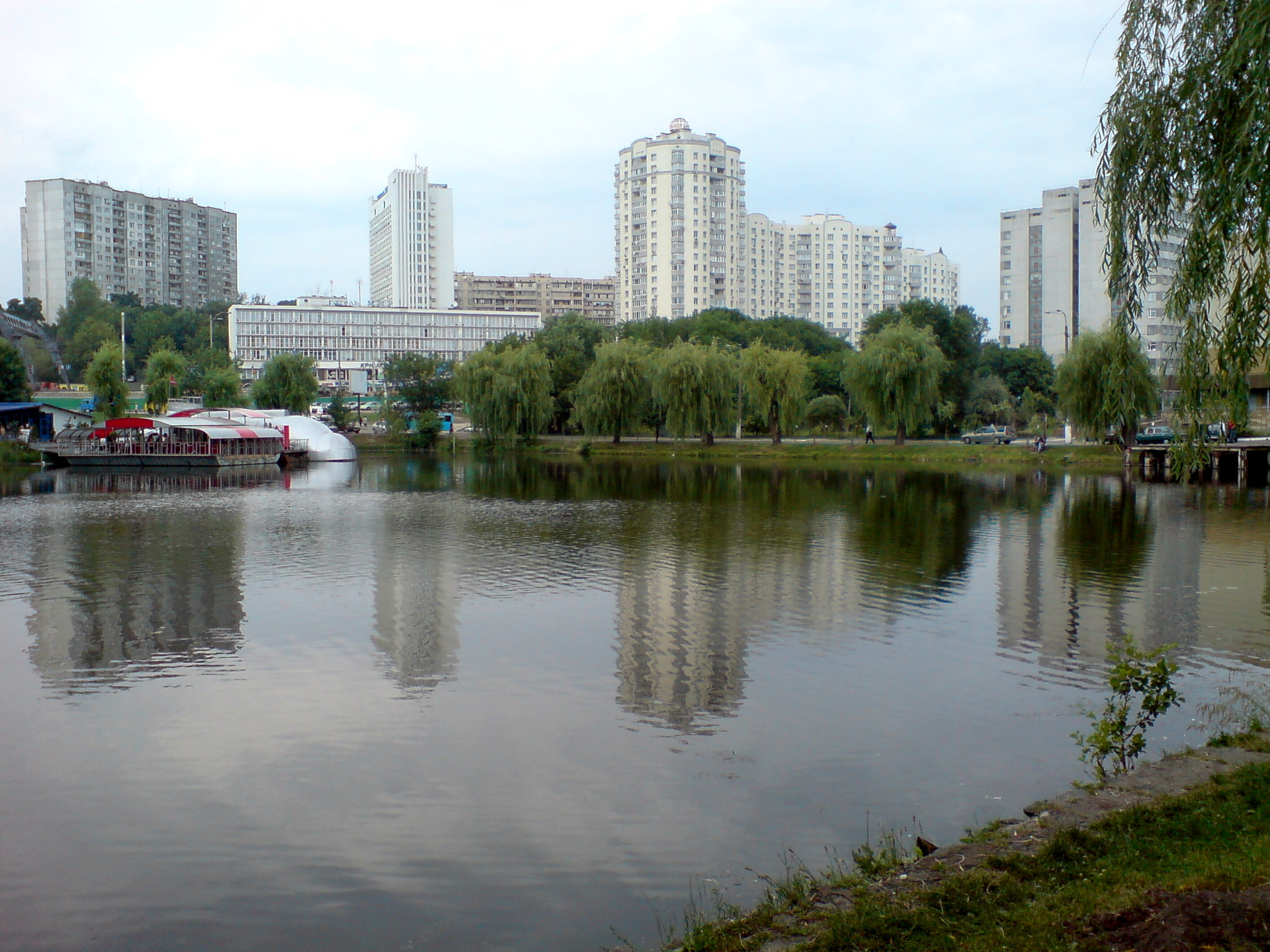
Біля Голосіївської площі
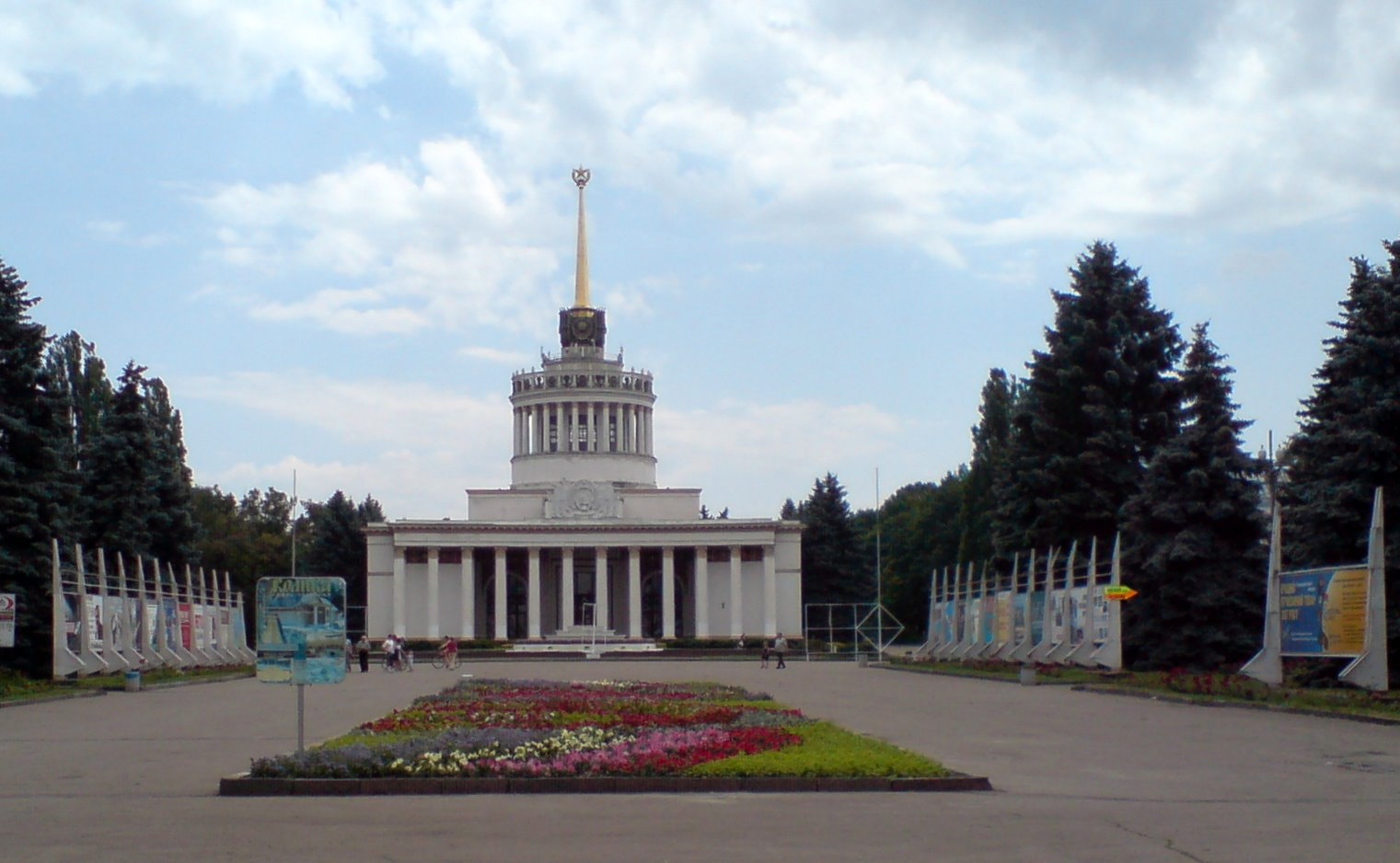
Центральний павільйон Національного Експоцентру
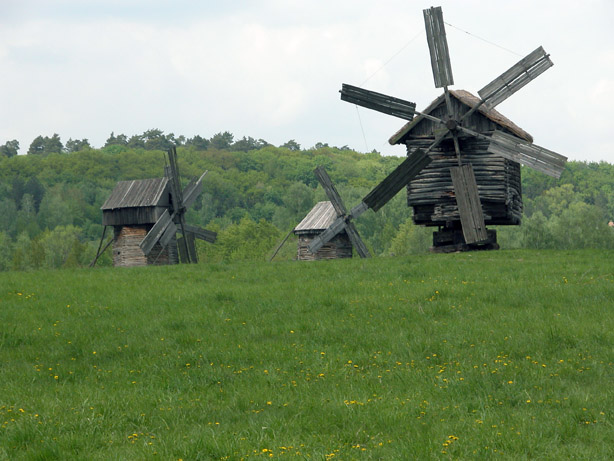
У Музеї народної архітектури та побуту